# Morąg (stacja kolejowa)
Morąg – stacja kolejowa w Morągu, w województwie warmińsko-mazurskim, w Polsce. Według klasyfikacji PKP ma kategorię dworca lokalnego. Znajdują się tu 3 perony. 1 nastawnia, budynek dworca i dwie bocznice. W pobliżu (do 200 m) dworzec autobusowy, 2 sklepy i bar.

## Ruch pasażerski
| Rok  | Wymiana pasażerska na dobę |
| ---- | -------------------------- |
| 2017 | 500-699                    |
| 2022 | 500-699                    |

## Historia
Plany budowy szlaku kolejowego przez Morąg sięgają 1862 roku, kiedy powstał projekt linii Nidzica - Morąg - Bogaczewo (k. Elbląga). Doczekały się one częściowej realizacji dopiero w roku 1882, gdy uruchomiono połączenie z Morąga do Bogaczewa, a rok później do Olsztyna. W 1894 roku otwarto linię do Ornety, a w 1909 do Miłomłyna (i dalej - do Ostródy). Początkowo morąska stacja kolejowa miała powstać na terenie majątku Gesslerheim, przy skrzyżowaniu ulic Pocztowej (Poststraße, ul. 11 listopada) i Za Błoniem (Hinter Anger, ul. Warmińskiej); tam też prawdopodobnie znajdował się prowizoryczny dworzec. Problemy z wykupieniem ziemi zmusiły kolej do przeniesienia inwestycji na obecne miejsce. 
Do początku XX wieku miasto miało jedynie niepozorny dworzec, tzw. barakowy. Była to parterowa, ceglana budowla, oszalowana umieszczonymi na stelażu deskami, z dodanymi charakterystycznymi żebrowaniami. W budynku mieściła się administracja stacji, kasy, poczekalnia, restauracja i mieszkania służbowe. Podobnych obiektów dworcowych na terenie dawnych Prus Wschodnich przetrwało sporo, w okolicy Morąga - na nieczynnych stacjach w Miłakowie i Myślicach.
Dopiero w 1910 roku Morąg otrzymał okazały dworzec. Eklektyczny piętrowy budynek z czerwonej cegły klinkierowej i neogotyckim szczytem oferował znacznie wyższy standard usług dworcowych. Przylegał do niego stary magazyn spedycyjny, który po pewnych przeróbkach dotrwał do dziś. Na parterze dworcowego gmachu, bliżej magazynu, znajdowały się pomieszczenia służbowe, na piętrze zaś mieszkanie zawiadowcy. W środkowej części mieściły się kasa i poczekalnia dla pasażerów. Lewą stronę (od strony peronów) zajmowały hotel i restauracja dworcowa. Od początku istnienia stacji w Morągu pasażerów witał charakterystyczny, podświetlany lampą naftową dwustronny zegar.
Okazał budynek dworca został spalony przez żołnierzy Armii Czerwonej, którzy wkroczyli do miasta w styczniu 1945 roku. Pozostałości murów zostały ostatecznie rozebrane dopiero na przełomie lat pięćdziesiątych i sześćdziesiątych XX wieku.